# اچ‌ام‌اس هیرو (۱۸۰۳)
اچ‌ام‌اس هیرو (۱۸۰۳) (به انگلیسی: HMS Hero (1803)) یک کشتی بود که طول آن ۱۷۵ فوت (۵۳ متر) بود. این کشتی در سال ۱۸۰۳ ساخته شد.